# Élection présidentielle gilbertine de 2012
Une élection présidentielle s'est tenue le 13 janvier 2012 aux Kiribati, faisant suite à des élections législatives en novembre 2011. (Initialement prévue pour le 30 décembre, la présidentielle fut reportée peu avant l'échéance, afin de ne pas coïncider avec les fêtes de fin d'année.),,. Le président de la République est à la fois chef d'État et chef du gouvernement, et c'est un régime parlementaire.
Le président sortant, Anote Tong, est réélu pour un troisième et dernier mandat.

## Système électoral
Après une élection législative, tout député peut annoncer son intention de se porter candidat à la présidentielle. Une fois établie la liste des candidats à la candidature, l'ensemble des députés de l'Assemblée sélectionnent trois ou quatre de ces candidats, à bulletin secret, selon la méthode de Borda. La sélection se fait en deux tours. À l'issue du premier tour, les deux députés ayant obtenu le plus grand nombre de suffrages sont sélectionnés. La sélection des deux autres s'opère par un second tour, le cas échéant,.
Les députés sélectionnés par leurs pairs font alors face au suffrage universel direct.

## Date
L'élection devait se tenir le 30 décembre, mais le gouvernement estima que nombre d'électeurs étaient absents de leur circonscription pour les fêtes de fin d'année, et reporta donc l'élection de deux semaines.

## Partis et candidats

### Candidats possibles
L'article 32(5) de la Constitution dispose qu'un Président ne peut occuper cette fonction que trois fois (même si un mandat n'est pas complet comme le dernier de Teburoro Tito). Le Président sortant, Anote Tong, du parti Boutokaan te koaua (Piliers de la Vérité), avait donc la possibilité de briguer un troisième et dernier mandat de quatre ans, si les députés le lui permettaient,. Tong indiqua qu'il souhaitait se représenter.
Rimeta Beniamina, chef de l'opposition officielle, dirigeant le Parti de la Coalition unie (Karikirakean Tei-Kiribati), qui regroupe le parti Maneaban te mauri (Protégeons le Maneaba) et le parti Kiribati tabomoa, était un autre candidat possible. Il n'était toutefois pas un candidat évident, et le Kiribati Independent, pourtant plutôt favorable à l'opposition, estimait qu'aucun membre de l'opposition « ne semble avoir le potentiel pour battre Anote Tong ».
Le magazine Islands Business estimait que, pour la coalition Karikirakean Tei-Kiribati, Beniamina et le Dr. Tetaua Taitai chercheraient tous deux à se présenter. Ils auraient alors à rivaliser pour le soutien des députés de leur formation.
Le parti Maurin Kiribati présenterait certainement un candidat - les plus probables étant Nabuti Mwemwenikarawa (un membre fondateur), Tangariki Reete (facilement élue députée au premier tour) ou Martin Tofinga, un ancien ministre.
En novembre, Taitai demanda à prendre la tête du parti Karikirakean Tei-Kiribati, et Beniamina en fut évincé par sept voix contre onze par le parti. Nabuti Mwemwenikarawa, président de Maurin Kiribati, invita alors Beniamina à être le candidat de son parti.

### Candidats choisis
Fin novembre, le Parlement accepta trois candidatures - une pour chaque parti. Les candidats sont, :
- Anote Tong, le Président sortant, pour le parti Boutokan te koaua ;
- Tetaua Taitai, médecin et homme d'affaires, pour le parti Karikirakean Tei-Kiribati ;
- Rimeta Beniamina, pour le parti Maurin Kiribati.

Ces trois hommes étant les seuls candidats à la candidature, ils furent acceptés automatiquement par le Parlement, en vertu de la règle selon laquelle au moins trois candidats doivent être présentés aux électeurs.

## Thèmes de campagne

### Campagne et thèmes généraux
L'opposition attira l'attention sur la montée des prix des denrées alimentaires sous la présidence d'Anote Tong, et l'accusa de faire jouer sa stature internationale, de Président engagé contre le changement climatique, à des fins politiciennes. Elle critiqua aussi la décision de Tong de privatiser des entreprises publiques.
Tong reconnut que beaucoup d'électeurs se souciaient sans doute davantage de problèmes immédiats tels leur salaire que du changement climatique, qui apparaissait plus lointain. Il répondit qu'il était du devoir de l'État d'entreprendre des politiques de long terme, et de ne pas se focaliser uniquement sur le court terme.
En matière de politique étrangère, Islands Business estima que si Tong était battu, « le Pacifique aura perdu un avocat à portée mondiale contre le changement climatique », mais qu'il n'y aurait pas de changement dans les relations par nécessité amicales qu'entretiennent les Kiribati avec le régime militaire de Voreqe Bainimarama aux Fidji - les Fidji étant le portail d'accès des Kiribati au monde extérieur.
Quelques jours après l'annonce des candidats retenus pour l'élection, l'organisation Kiribati Video invita les candidats à un débat public filmé. Tetaua Taitai déclina l'invitation, et le débat opposa ainsi Anote Tong à Rimeta Beniamina. Les deux hommes furent interrogés par des membres du public sur leurs propositions en matière de services publics, ou encore de politique étrangère vis-à-vis de Taïwan. (Le gouvernement Tong reconnaît la République de Chine (Taïwan), et n'a donc pas de relations diplomatiques avec la République populaire de Chine.) Les deux candidats s'interpellèrent dans un climat que les organisateurs décrivirent comme amiable et respectueux. La vidéo fut diffusée à travers le pays à l'initiative des partis, et des sympathisants des candidats.

### Propositions
En matière d'éducation, le BTK promit une extension du campus de l'Université du Pacifique Sud (université régionale) à Tarawa, en mettant à la disposition de l'université de meilleurs locaux et davantage de terrain. Le KTK proposa plutôt la création d'une université kiribatienne, tandis que Maurin Kiribati prônait des « accords de jumelage » avec des instituts d'enseignement supérieur étrangers.
Maurin Kiribati songeait à une taxe sur la consommation, tandis que le KTK préférait une taxation générale des services. Le BTK affirma simplement que la vente d'entreprises publiques générerait de nouveaux revenus publics via les impôts payés par les sociétés privées.
Pour ce qui est de la politique étrangère, les trois partis s'accordèrent pour maintenir la reconnaissance diplomatique de la République de Chine (Taïwan). Tong et Taitai prônèrent tous deux des relations amicales avec les Fidji, et la réintégration de ce pays dans le Forum des Îles du Pacifique ; Taitai est un ancien Haut Commissaire des Kiribati auprès des Fidji. Beniamina, pour sa part, indiqua que sa politique envers Fidji s'alignerait sur celle des autres pays de la région.

## Résultats

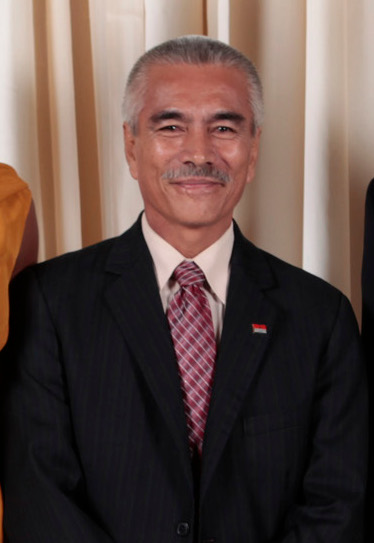
Anote Tong, réélu président de la République.

Anote Tong remporta l'élection avec 42,18 % des suffrages exprimés, devançant Tetaua Taitai (35,02 %) de plus de 2 400 voix. Rimeta Beniamina termina troisième avec 22,80 % des voix. Bien que victorieux, Tong avait ainsi subi un recul ; il avait remporté l'élection de 2007 avec 64 % des suffrages (en grande partie boycottée par l'opposition). Le taux de participation fut de 68 % - en nette hausse par rapport à 2007 (un peu plus de 50 %),,.
| Parti | Parti                     | Candidat         | Circonscription du candidat | Voix   | %       |
| ----- | ------------------------- | ---------------- | --------------------------- | ------ | ------- |
|       | Boutokan te koaua         | Anote Tong       | Maiana                      | 14 315 | 42,18 % |
|       | Karikirakean Tei-Kiribati | Tetaua Taitai    | Tabiteuea-Nord              | 11 886 | 35,02 % |
|       | Maurin Kiribati           | Rimeta Beniamina | Nikunau                     | 7 738  | 22,80 % |